# Orthaea panamensis
Orthaea panamensis là một loài thực vật có hoa trong họ Thạch nam. Loài này được (Luteyn & Wilbur) Luteyn mô tả khoa học đầu tiên năm 1987.